# Bandera de la Yihad

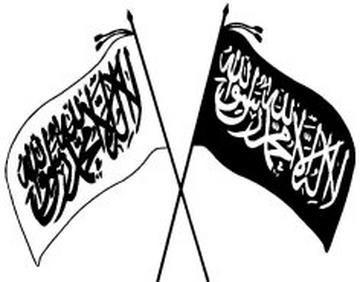
Banderas de la Yihad.

La bandera de la yihad es un símbolo histórico y oficial del Islam, considerado sagrada por los musulmanes y parte importante de la yihad. La característica principal de la bandera es tener todo su contorno de un color negro y el centro de color blanco con la shahada.
Algunas variaciones de la bandera fueron adoptadas por Estados soberanos como Arabia Saudita y recientemente por organizaciones islamistas radicales como Al Qaeda y por el grupo terrorista Estado Islámico.

## Galería

### Países y naciones

#### Estados existentes

Bandera de Arabia Saudita
Bandera de Afganistán
Bandera de Somalilandia

#### Estados desaparecidos

Variante de la bandera de la Primera República del Turkestán Oriental
Estado Islámico de Afganistán
República Islámica de Afganistán

### Organizaciones islamistas

Bandera de Al-Qaeda en Irak (2004-2006)
Bandera de Estado Islámico y sus filiales
Bandera de Al-Shabbaab
Bandera del Frente Islámico de Liberación Mora
Bandera de los talibanes
Bandera de Hamás
Bandera de Estado Islámico de Indonesia
Bandera del Jabhat Fateh al-Sham
Bandera de Al Qaeda y sus militantes